# Monoblepharis laevis
Monoblepharis laevis är en svampart som först beskrevs av Frederick K. Sparrow, och fick sitt nu gällande namn av Frederick K. Sparrow 1960. Monoblepharis laevis ingår i släktet Monoblepharis och familjen Monoblepharidaceae.   Inga underarter finns listade i Catalogue of Life.